# Lac Koutcherla
Le lac Koutcherla (en russe : Кучерлинское озеро) ou lac de la Koutcherla (la Koutcherla étant une rivière y prenant naissance), est un lac de l'Altaï en fédération de Russie. Il se trouve sur le versant nord des monts Katoun en république de l'Altaï, au-dessus de la rivière du même nom. C'est l'un des lacs glaciaires les plus importants de la région.

## Toponymie
Son nom provient de l'altaï méridional Kadjour-Ly qui signifie riche en solonetz.

## Situation
Le lac de Koutcherla se trouve à 1 790 mètres d'altitude. Il est flanqué à l'est et à l'ouest de hauts sommets de plus de trois mille mètres. Au sud, il donne naissance à la rivière Koutcherla qui descend ensuite une petite vallée. Au nord, il est bordé de formations de moraine. Le lac est rapidement très profond à l'est et à l'ouest et peu profond au milieu. Il est le moins profond au nord, là ou naissent les sources de la Koutcherla.

## Climat
Les températures au bord du lac sont de -18 °C en moyenne en janvier et de +11 °C en juillet. Il peut geler pendant la nuit en juillet. Les précipitations annuelles sont de 550 mm en moyenne.

## Faune et flore
Le lac est entouré de végétation subalpine et alpine, avec les versants des montagnes recouvertes de conifères. On y trouve des ibex de sibérie qui sont malheureusement l'objet de braconnages. Le rare léopard des neiges apparaît parfois dans les parages. Les poissons qui vivent dans ses eaux sont essentiellement l'ombre et la truite arc-en-ciel.
Le lac avec la couleur émeraude de ses eaux est un but prisé des expéditions de randonneurs, aussi bien russes qu'étrangers. Il fait partie de la réserve naturelle de Katoun et constitue donc un lieu du patrimoine mondial de l'Unesco.

## Galerie

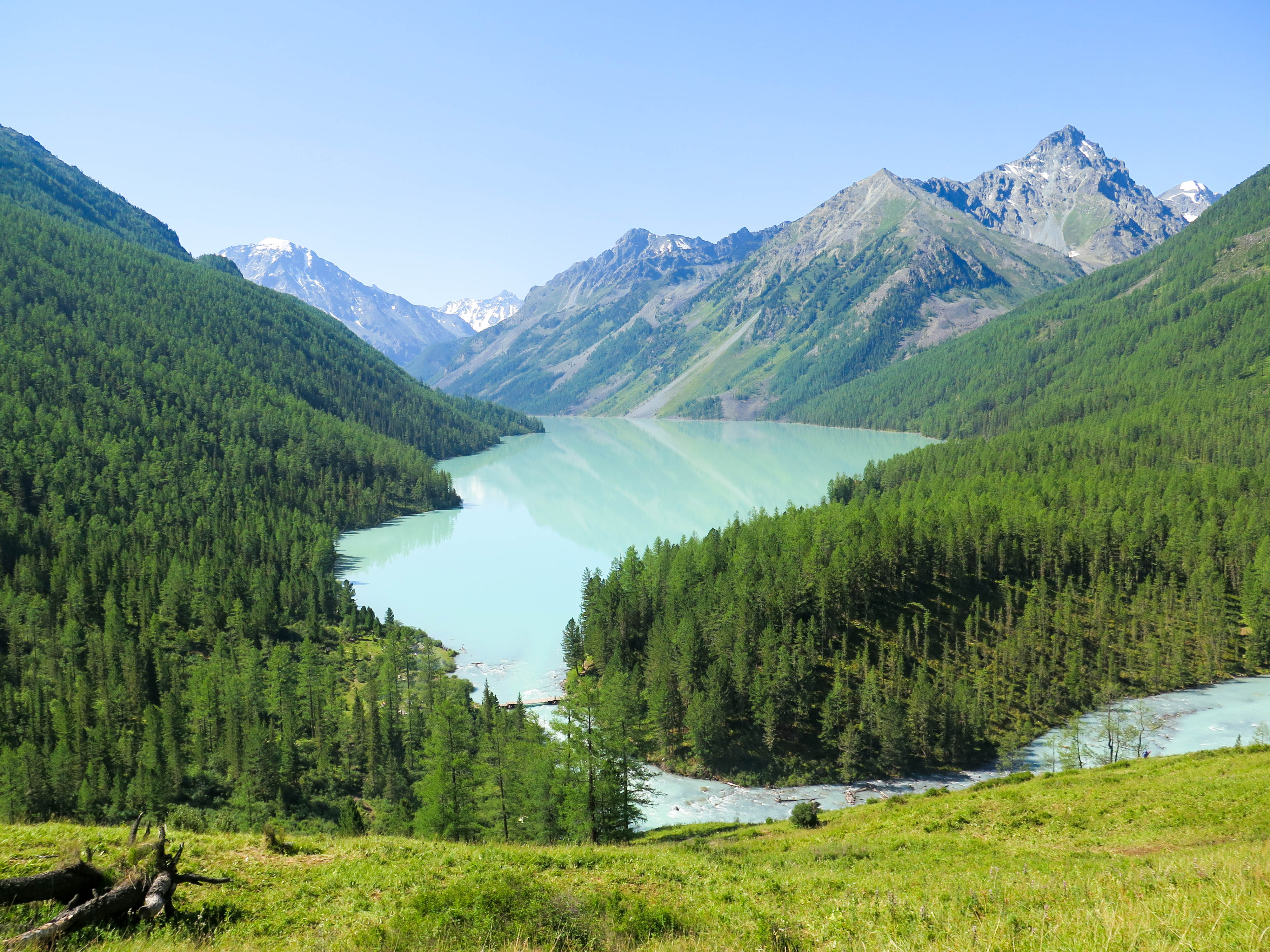
Panorama depuis un versant du lac.
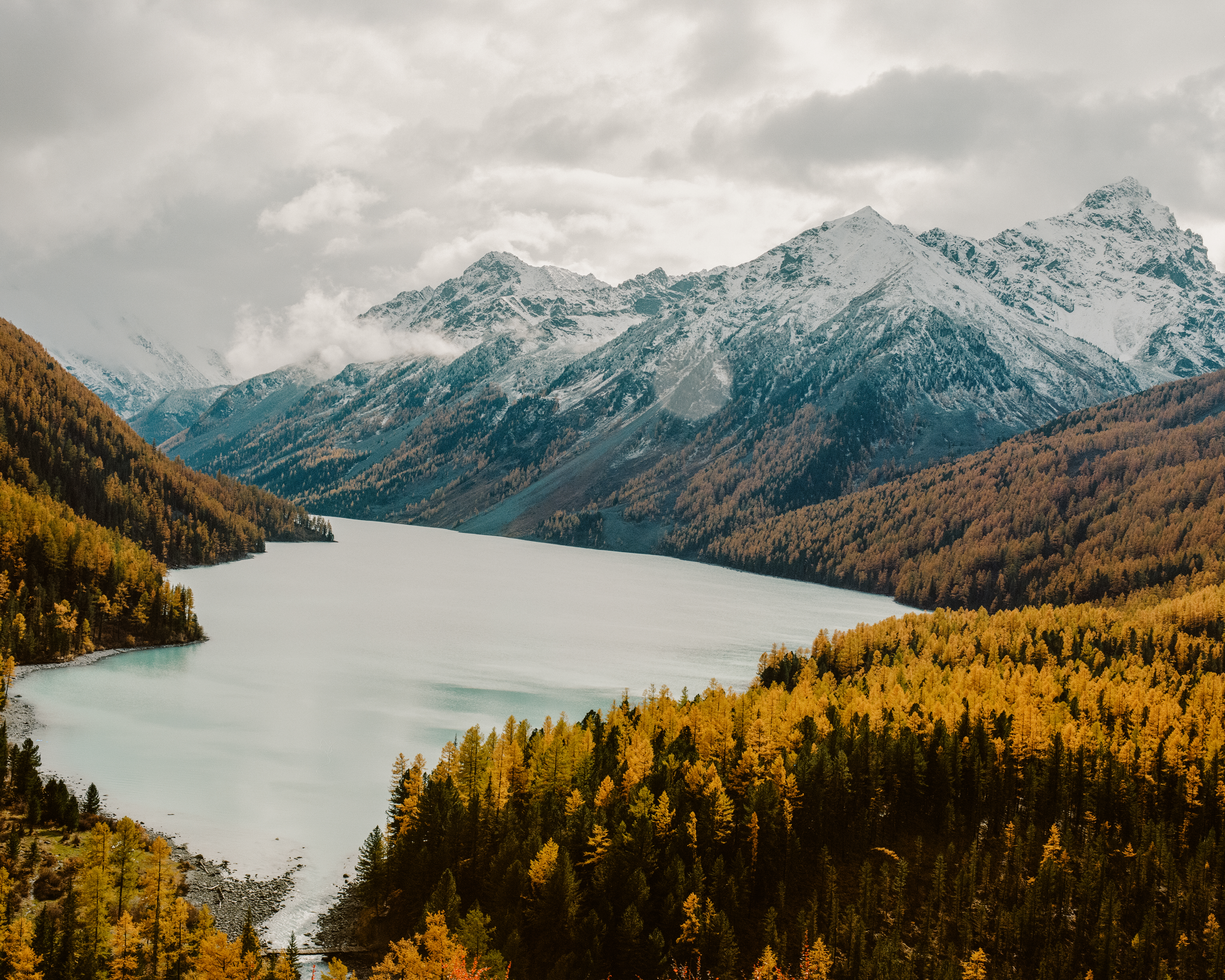
Le même panorama début octobre en automne.
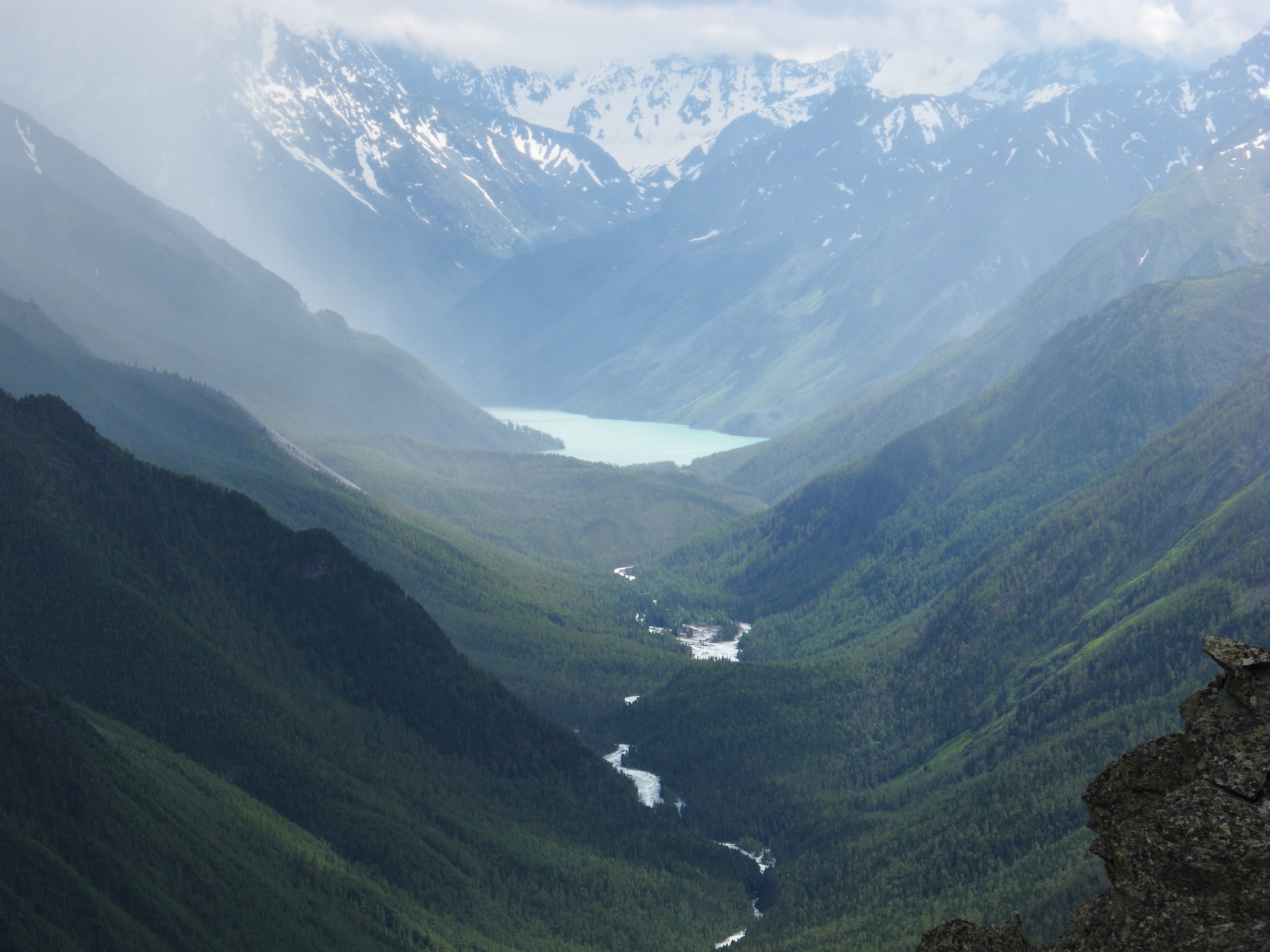
Vue lointaine du lac
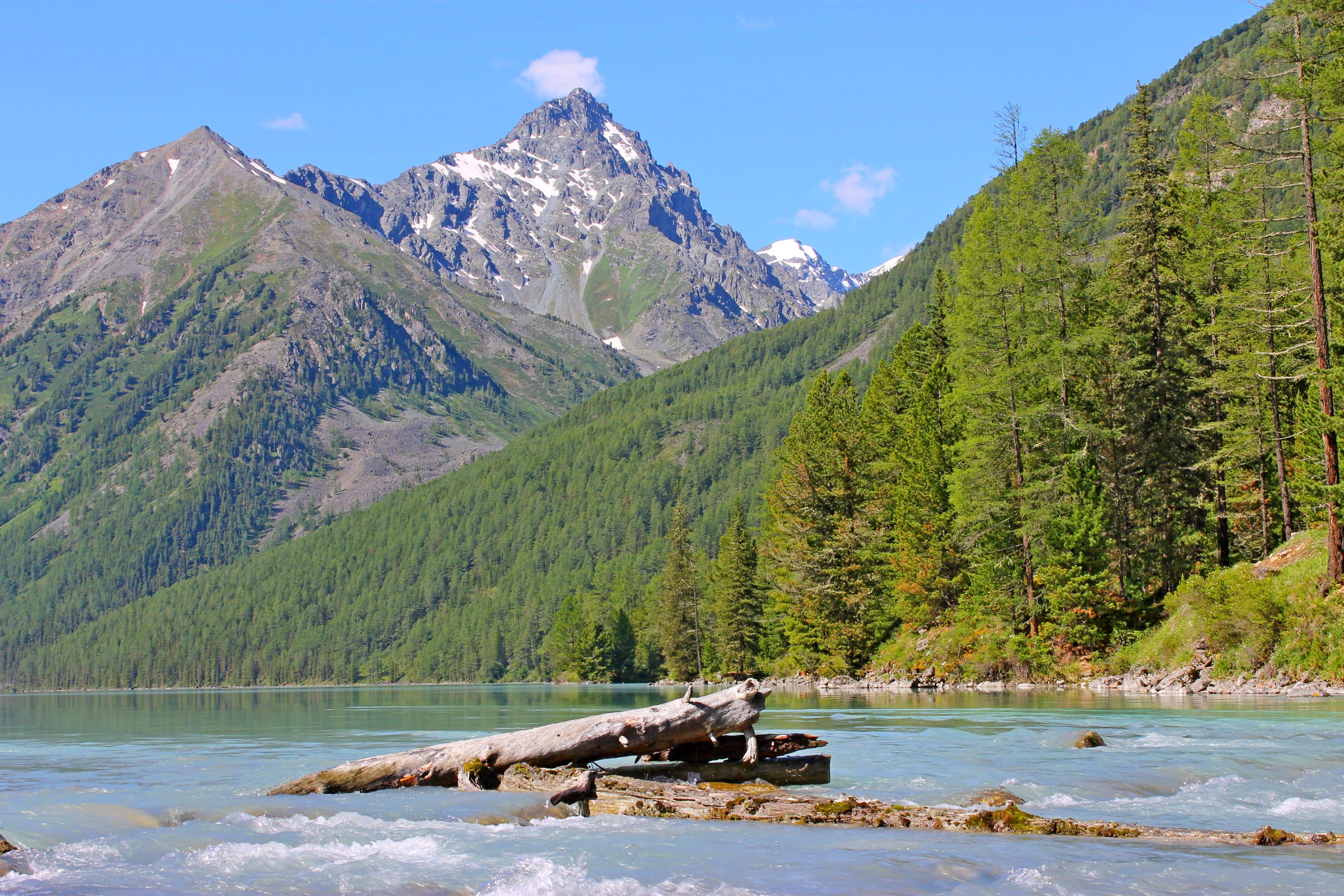
Une rive du lac.